# Menachem Mendel z Kotsku
Menachem Mendel Morgensztern z Kocku, známý také jako první kocký rebe (1787, Goraj u Lublinu – 27. ledna 1859, Kock) byl chasidský rabín a vůdce. Vyznačoval se zdůrazňováním, že člověk musí bojovat proti svému vlastnímu egu, protože naše ego je tím, co brání tomu, abychom se přiblížili k Bohu. Dodnes se v jeho jménu učí: „Existuje velké nebezpečí, že člověka naplní domýšlivost, sebeuspokojení – pocity, které nejsou ničím jiným než modloslužbou ...“  Jeho zdůrazňování odporu vůči lidskému egu bylo naprosto nekompromisní, nelítostné až fanatické. Sám svých posledních dvacet let svého života žil téměř v naprosté izolaci.

## Biografie
Narodil se do nechasidské rodiny v polském Goraji u Lublinu. K chasidismu se obrátil již v mládí. Stal se známý díky hlubokým znalostem Talmudu a kabaly, stejně tak pronikavým a praktickým myšlením. Studoval u rabína Simchy Bunima z Przysuchy. Odsuzoval falešnou zbožnost a hloupost.
Od roku 1839 žil posledních dvacet let v klauzuře.
Je považován za duchovního otce polské chasidské dynastie Ger, když se stal učitelem jejího zakladatele rabína Jicchaka Meira Altera.
Dalším ze studentů byl rabín Mordechaj Josef Leiner z Izbice.
Nikdy nepublikoval žádnou práci, přestože napsal řadu rukopisů, které ovšem před smrtí spálil. Několik sbírek promluv bylo vydáno, nejznámější nese název Emes ve-emunah (Pravda a víra).
Starší syn Dovid Morgensztern (1809–1893) se stal také kockým rebem.